# Nílton Santos

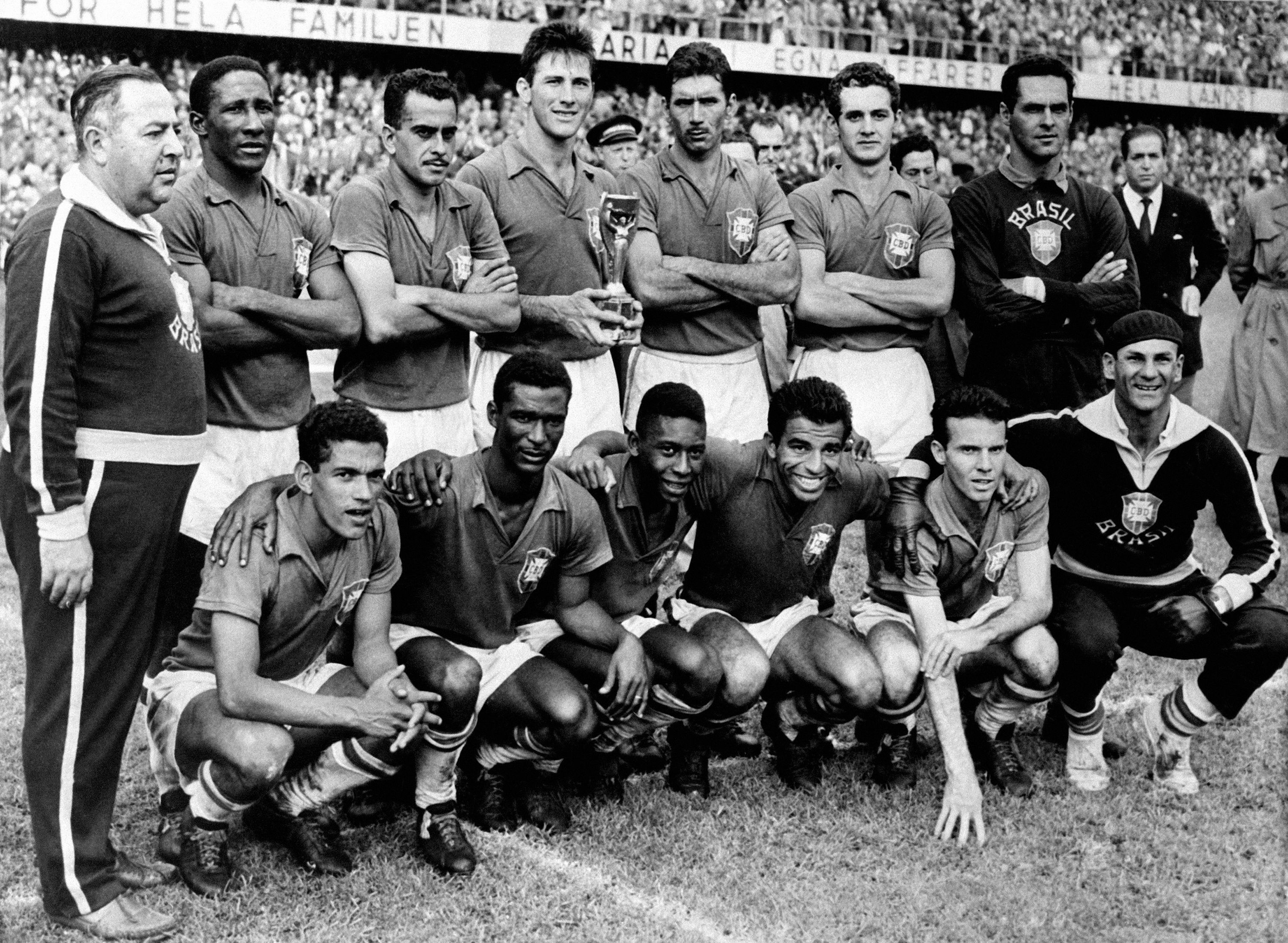
Brasilien 1958: Vicente Feola (Trainer), Djalma Santos, Zito, Bellini, Nilton Santos, Orlando, Gilmar - Garrincha, Didi, Pelé, Vava, Zagallo.

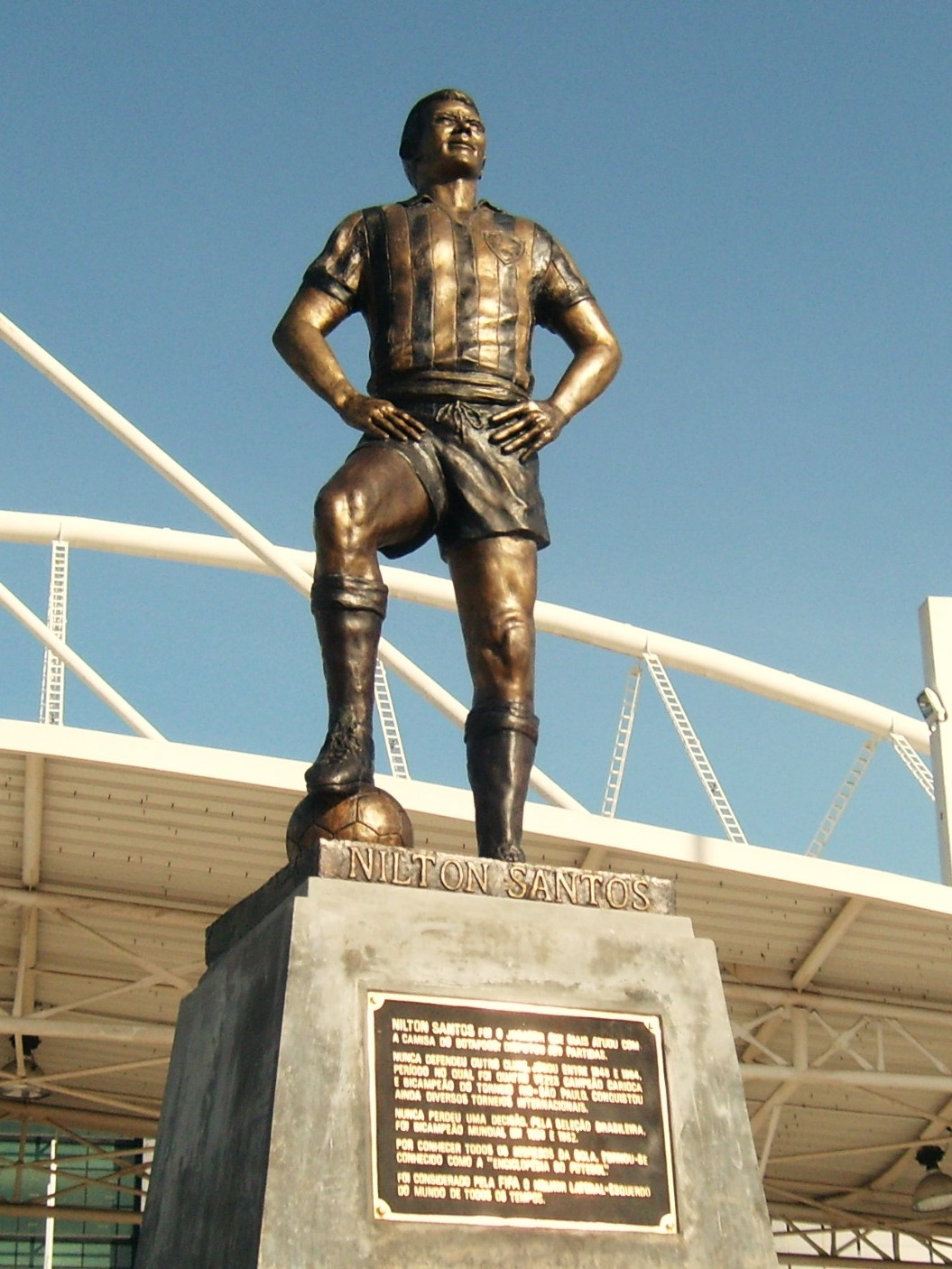
Nilton-Santos-Statue vor dem Estádio Olímpico Nilton Santos, Rio de Janeiro.

Nílton Santos (mit vollem Namen Nílton Reis dos Santos, * 16. Mai 1925 in Rio de Janeiro; † 27. November 2013 ebenda) war ein brasilianischer Fußballspieler. Der zweifache Weltmeister erwarb den Beinamen „Fußballlexikon“ (Enciclopédia do Futebol) durch sein tiefgreifendes Verständnis des Spiels, in dem er sich durch große Intelligenz und Weitsicht auszeichnete. Nílton Santos gilt als der Pionier der offensiven Interpretation der Außenverteidigerposition und hat einen Platz in vielen Listen der Besten aller Zeiten.

## Leben und Wirken

### Verein: ein Leben für Botafogo
1948 schloss sich Nílton Santos Botafogo, einem Spitzenklub aus Rio de Janeiro, an. Er sollte dem Verein bis zum Ende seiner Spielerlaufbahn treu bleiben. Im Zusammenspiel mit Garrincha, Didi, Amarildo, Mário Zagallo und weiteren Größen brasilianischer Fußballhistorie gewann er vier Mal die Staatsmeisterschaft von Rio de Janeiro sowie 1962 und 1964 das bedeutende Rio-São Paulo Turnier. Nílton Santos erzielte bis 1964 elf Tore in seinen 718 Spielen für seinen Verein. Damit ist er Rekordspieler seines Vereins.
Bei der Verpflichtung Garrinchas 1953, der im Probetraining gegen ihn antrat, war sein Urteil gegenüber der Vereinsführung, dass „er besser für uns spielt als gegen mich“ ausschlaggebend. Die beiden sollte eine lebenslange Freundschaft verbinden.

### Nationalmannschaft
Seine 13 Jahre überspannende Nationalmannschaftskarriere begann bei der Copa América 1949 im eigenen Land, als der damals knapp 24 Jahre alte Nílton Santos im Spiel gegen Kolumbien als Einwechselspieler – in Südamerika damals schon erlaubt – zu seinem ersten Einsatz kam. Das Spiel endete 5:0 für seine Mannschaft und es blieb sein einziger Einsatz während des Turniers. Am Ende holte Brasilien den Titel und damit durfte auch Nílton Santos seinen ersten Erfolg mit der Seleção verbuchen. Im darauffolgenden Jahr fand auch die Fußball-Weltmeisterschaft in Brasilien statt. Hier war Nílton Santos zwar im Aufgebot kam aber nicht zum Einsatz und die als schmachvoll empfundene Vizeweltmeisterschaft blieb ihm erspart.
Bei der Copa América 1953 in Peru verlor Brasilien sensationell im Finale gegen den Außenseiter Paraguay und wurde somit erneut nur Zweiter. Bei der Fußball-Weltmeisterschaft 1954 in der Schweiz kam für Brasilien im Viertelfinale das vorzeitige Aus. In der Partie gegen Ungarn, die als die Schlacht von Bern in die Fußballgeschichte einging, war das Ende auch für Nílton Santos vorzeitig. Neben seinem Landsmann Humberto Tozzi und dem Magyaren József Bozsik wurde er vom englischen Schiedsrichter Arthur Ellis des Feldes verwiesen. Der Boxkampf zwischen Nílton Santos und Bozsik, nachdem der erstere den letzteren foulte, ist eine nachhaltige Erinnerung.
Als solches weniger in Erinnerung blieb die Copa América 1956 in Peru, wo Brasilien, wie in der Vorhergehenden in Peru, abermals nur ein zweiter Platz beschieden war. Nílton Santos kam im entscheidenden Spiel gegen den letztendlichen Sieger Argentinien nicht zum Einsatz.
Noch mehr erinnerungswürdig war allerdings Nílton Santos’ Einsatz bei der Fußball-Weltmeisterschaft 1958 in Schweden. Im Spiel gegen Österreich dribbelte er über die gesamte Länge des Spielfeldes und krönte seine Anstrengung mit einem sehenswerten Treffer. Brasiliens Trainer Vicente Feola schrie sich bei der Situation vergeblich die Kehle aus dem Hals: seine Anweisung an Nílton Santos, er möge gefälligst hinten bleiben, wurde ignoriert. Während des Turniers stellten sich Pelé und Garrincha einem staunenden Publikum vor und Brasilien, das die Welt bezauberte, wurde mit einem 5:2-Finalsieg über die Gastgeber Schweden zum ersten Mal Weltmeister.
Bei der Südamerikameisterschaft 1959 bestritt Nílton Santos nur ein Spiel und Brasilien wurde abermals nur Zweiter in diesem Wettbewerb, hinter dem Gastgeber Argentinien. Viel wichtiger war die Verteidigung des Weltmeistertitels bei der Fußball-Weltmeisterschaft 1962 in Chile. Der damalige Jung-Superstar Pelé musste zwar schon früh im Verlauf des Turniers wegen einer Verletzung aufgeben, doch Nílton Santos’ Mannschaftskamerad Amarildo von Botafogo vertrat ihn mehr als hinreichend. Beim 3:1-Sieg im Finale gegen die Tschechoslowakei erzielte Amarildo sogar den Ausgleich für die Brasilianer. Für den nunmehr 37-jährigen Nílton Santos war aber nach dem Schlusspfiff des Finales, seines 75. Länderspiels, die Zeit gekommen, von der Nationalmannschaft Abschied zu nehmen.

### Karriereende
1964 machte er auch mit dem Vereinsfußball Schluss. Er veröffentlichte noch das Buch „Minha Bola, Minha Vida“ (Mein Ball, mein Leben), ansonsten blieb er dem Licht der Öffentlichkeit eher fern. Bei der Eröffnungsfeier der Fußball-Weltmeisterschaft 2006 war Nílton Santos, gemeinsam mit Amarildo, Teil einer Abordnung brasilianischer Weltmeister. Er lebte zuletzt in einem Seniorenheim in Rio de Janeiro, litt an Alzheimer und weiteren altersbedingten Symptomen. Sein Verein Botafogo und Fans gewährten dem zuletzt mittellosen Nílton Santos starke finanzielle Unterstützung. Am 27. November 2013 starb Nílton Santos im Alter von 88 Jahren an einer Lungeninfektion. Er wurde auf dem Vereinssitz General Severiano aufgebahrt und fand dann auf dem Friedhof Cemitério São João Batista von Botafogo seine letzte Ruhe.
Der Präsident des brasilianischen Fußballverbandes José Maria Marin ordnete eine Schweigeminute für die kommenden Meisterschaftsspiele an. „Der brasilianische Fußball trägt Trauer. Ich hatte das Privileg, Nílton Santos spielen zu sehen. Er ist einer der besten Spieler in der Geschichte des Fußballs.“
Botafogo ist es seit 2015 erlaubt, sein Stadion nach ihm zu benennen (Estádio Olímpico Nilton Santos).

## Erfolge
Brasilianische Fußballnationalmannschaft
- 75 Länderspiele / 3 Tore
- Copa América: 1949
- Copa Río Branco: 1950
- Taça Oswaldo Cruz: 1950, 1955, 1961, 1962
- Panamerikanische Spiele: Gold 1952
- Taça Bernardo O’Higgins: 1955, 1961
- Taça do Atlântico: 1956, 1960
- Fußball-Weltmeisterschaft: 1958, 1962

Botafogo FR
- Torneio Rio-São Paulo: 1962, 1964
- Staatsmeisterschaft von Rio de Janeiro: 1948, 1957, 1961, 1962

## Zitate
- „Der Junge hat nie einen Trick mit dem Ball gemacht. Er hat nur Kunst gemacht. Nílton war kein Fußballspieler, er war ein Ausruf.“ - Armando Nogueira
- „Als ich 1957 zur Copa Roca gerufen wurde, war ich 16 Jahre alt. Nach dem Rat meines Vaters Dondinho war es der von Nílton Santos, der mich vor dem Training und ermutigte: „Fürchte dich nicht und spiele deinen Fußball.“.“ - Pelé
- „Wenn Sie so viel spielen wie er, spielt die Position keine Rolle. Nílton Santos war kein Verteidiger oder Außenverteidiger. Er war ein Star, so einfach ist das.“ - Zito
- „Wenige Dinge, die auf einem Fußballfeld passieren, könnten Nílton Santos überraschen. Man muss ihn nur fünf Minuten lang spielen sehen, um zu erkennen, dass er absolut alles über Fußball wusste.“ - Mário Zagallo